# NGC 6660
NGC 6660 (ook: NGC 6661) is een spiraalvormig sterrenstelsel in het sterrenbeeld Hercules. Het hemelobject werd op 6 juni 1864 ontdekt door de Duitse astronoom Albert Marth.

## Synoniemen
- UGC 11282
- MCG 4-44-3
- ZWG 143.3
- IRAS 18324+2252
- PGC 62072